# Aeneator comptus
Aeneator comptus là một loài ốc biển lớn, là động vật thân mềm chân bụng sống ở biển trong họ Buccinidae.